# Desoutter Tools

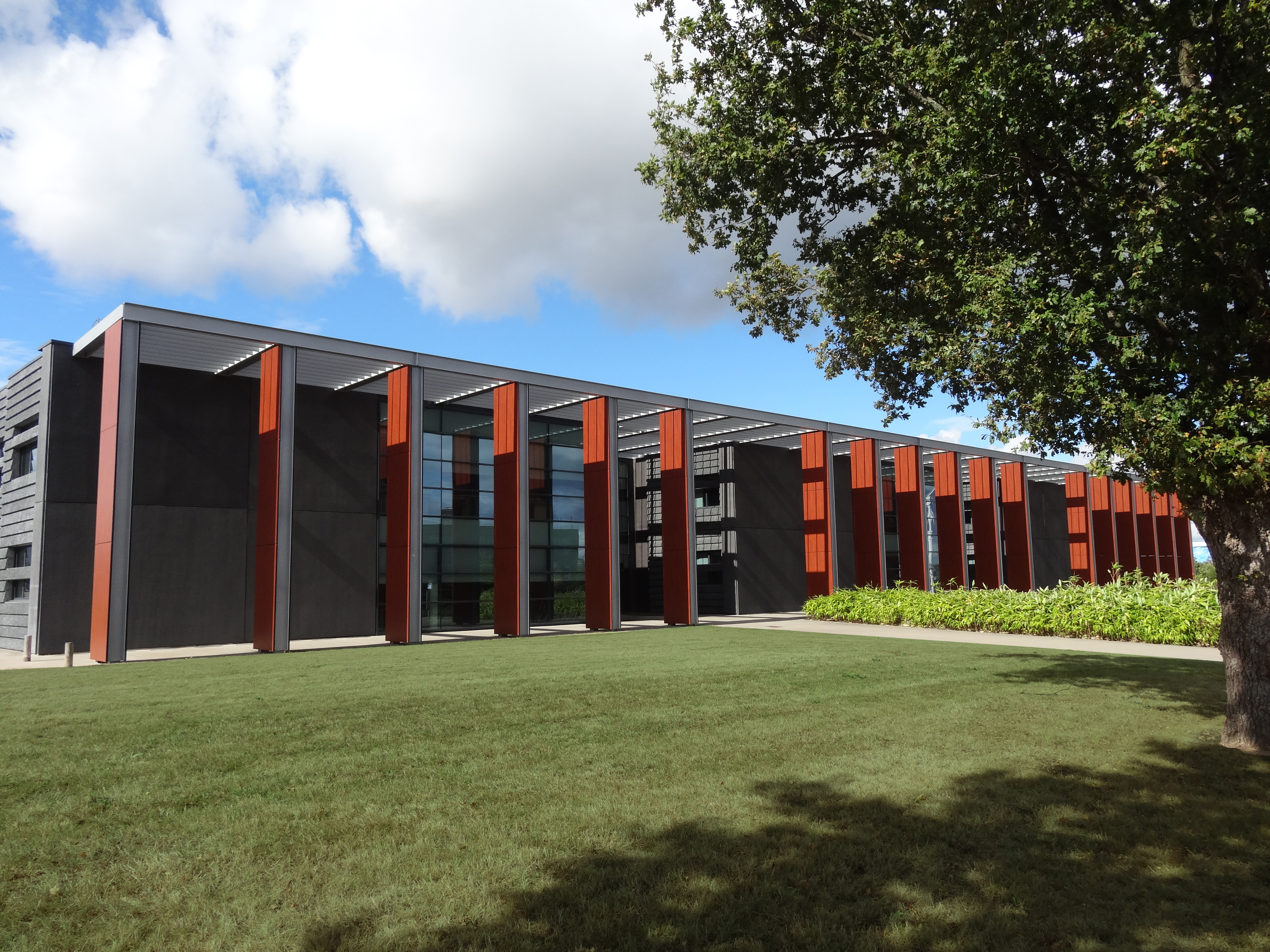
Desoutterツール本社Saint-Herblain,2012

Desoutter Industrial Tools 社（デソーター ツール)は 1914 年に設立され、フランスに本社を置く電動・空気圧アセンブリツールを提供する産業メーカーです。 製品とサービスは、20 のビジネスユニットを介して 170 カ国以上で販売されています。 Desoutter Tools 社は、航空宇宙、自動車産業、低トルクアセンブリや大型車両、オフロード、一般産業などの分野で活躍しています。
フランス企業 Georges Renault （1989 年）とSenti-Tech（2011 年）、さらに American Tech-motive（2005 年）と Swedish Scan Rotor（2004 年）が Desoutter Tools 社に統合されました。

## 歴史

### 原点
Desoutter 家の 5 兄弟の 1 人 Marcel Desoutter は飛行士でした。 Mercel が飛行機事故で片足を失った後 、Mercel は「木製の重い義足」を装着していました。 Mercel の兄弟 Charles は、ジュラルミン製の新しい義足のプロトタイプを設計して、Mercel の歩行の自由を取り戻す助けをしました。 これは史上初の金属製義足でした。 木製の義足よりも軽く、取り扱いが容易な義足をもって Marcel は翌年には再び空を飛んでいました。
この技術革新は、より軽い義足を必要とする他の者たちの関心を引きました。その結果、Marcel Desoutter が率いる Desoutter Company の設立につながったのです。

### 製品ライン
当初から、Desoutter 社は、義肢のアルミ製部品に効率的に穴あけするために専用の空気圧ツールを開発する必要がありました。
その生産活動での多くの開発に合わせ、同社は、この分野での専門性を取得したことから、1950 年代に、専門の事業部門を設立することを決めました。

### ロゴ
このシンボルのオリジナルのアイデアは、第二次世界大戦後、長年にわたって Desoutter 社  の広告部門を率いた Charles Cunliffe が、アイディアを出したものです。 成長の時代でした。特に、新たな製品範囲の開発のおかげです。 新製品の発売は、作業者のオーバーオールだけではなく、馬の頭にも小さな図柄で示する新たな広告キャンペーンを伴っていました。
この馬の力を借りたコンセプトは、約 20 年間にわたり、同ブランドの広告の多くで広がりを見せました。 当時の経営陣は、それが同社のアイデンティティの具現化であるとすら判断しました。
1973 年、馬の頭は、同社の創設者の一人である Louis Albert Desoutter   の署名  を複製した Desoutter 社のロゴスクリプトと組み合わされました。
同ブランドの 100 周年を記念して、より現代的なグラフィックデザインを採用しました。

### 製品
| バッテリーツール | の電動ツー                     | 圧ツール             | 測定システム   | Others                         |
| ---------------- | ------------------------------ | -------------------- | -------------- | ------------------------------ |
| E-LIT シリーズ   | トランスデューサ付き EB ツール | 空気圧締め付けツール | コントローラー | オートフィードドリルとタッパー |
| B-Flex           | 電流制御型 EB ツール           | リベット打ち         | ソフトウェア   | エアモーター                   |
|                  | 電動締め付けツール             | 圧縮ツール           |                | その他のツール                 |
|                  |                                | ドリル               |                | アクセサリー                   |
|                  |                                | タッパー             |                | 産業 4.0 ソリューション        |
|                  |                                | グラインダー／研磨機 |                |                                |

## さらに読む
- 飛行雑誌29月1913年
- 機内誌"は、2月1929年
- 飛行雑誌25年月1952年に亡)
- ジャクソン、J.英国の民間航空機から1919年第2巻です。 パットナムでは、1973年
- Oxford Dictionary of National Biographyは、Volume15ます。 オックスフォード大学出版会、2004年